# أرخبيل واتوبيلا

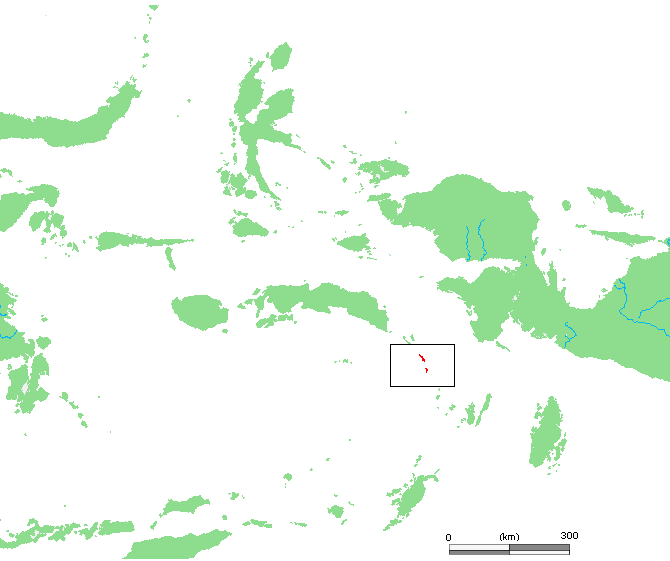
موقع أرخبيب واتوبيلا ضمن جزر الملوك، وتظهر الجزر باللون الأحمر

أرخبيل واتوبيلا وهي مجموعة جزر تقع شرق جزيرة سيرام وشمال جزر كاي وجنوب شرق شبه جزيرة بومبيراي في بابوا في إندونيسيا وهي تتبع مقاطعة مالوكو.
من أبرز الجزر في الأرخبيل جزيرتي كآسيوي وتيور.

## راوبط خارجية
- أرخبيل واتوبيلا، باللغة الإتكليزية
- اللغات في إندونيسيا (جزر الملوك)، باللغة الإتكليزية